# Siège de Chartres (1591)
Pour les articles homonymes, voir Siège de Chartres.
Huitième guerre de religion
Batailles
Guerres de Religion en France
Prélude
- Mérindol (1545)
- Amboise (1560)
- Colloque de Poissy (1561)

Première guerre de Religion (1562-1563)
- Édit de Saint-Germain (1562)
- Massacre de Wassy (1562)
- Toulouse (1562)
- Vergt (1562)
- Rouen (1562)
- Dreux (1562)
- Orléans (1563)
- Paix d'Amboise (1563)

Deuxième guerre de Religion (1567-1568)
- Surprise de Meaux (1567)
- Michelade (1567)
- Saint-Denis (1567)
- Chartres (1568)
- Paix de Longjumeau (1568)

Troisième guerre de Religion (1568-1570)
- Jarnac (1569)
- La Roche-l'Abeille (1569)
- Poitiers (1569)
- Orthez (1569)
- Montcontour (1569)
- Saint-Jean-d'Angély (1569)
- Arnay-le-Duc (1570)
- Rabastens (1570)
- Paix de Saint-Germain-en-Laye (1570)

Quatrième guerre de Religion (1572-1573)
- Saint-Barthélemy (1572)
- Sancerre (1572-1573)
- Sommières (1573)
- La Rochelle (1573)

Cinquième guerre de Religion (1574-1576)
- Dormans (1575)
- Édit de Beaulieu (1576)

Sixième guerre de Religion (1577)
- Paix de Bergerac (1577)
- Édit de Poitiers (1577)

Septième guerre de Religion (1579-1580)
- Traité de Nérac (1579)
- Paix du Fleix (1580)

Huitième guerre de Religion (1585-1598) 
Guerre des Trois Henri

- Traité de Joinville (1584)
- Édit de Nemours (1585)
- Jarrie (1587)
- Coutras (1587)
- Vimory (1587)
- Auneau (1587)
- Journée des Barricades (1588)
- Arques (1589)
- Ivry (1590)
- Paris (1590)
- Journée des Farines (1591)
- Chartes (1591)
- Poncharra (1591)
- Châtillon (1591)
- Rouen (1591-1592)
- Craon (1592)
- Port-Ringeard (1593)
- Fort Crozon (1594)
- Fontaine-Française (1595)
- Doullens (1595)
- Amiens (1597)
- Édit de Nantes (1598)

Rébellions huguenotes (1621-1629)
- Saumur (1621)
- Saint-Jean-d'Angély (1621)
- La Rochelle (1621)
- Montauban (1621)
- Riez (1622)
- Royan (1622)
- Sainte-Foy (1622)
- Nègrepelisse (1622)
- Saint-Antonin (1622)
- Montpellier (1622)
- Saint-Martin-de-Ré (1622)
- Traité de Montpellier (1622)
- Blavet (1625)
- Île de Ré (1625)
- Traité de Paris (1626)
- Saint-Martin-de-Ré (1627)
- La Rochelle (1627-1628)
- Privas (1629)
- Alès (1629)
- Montauban (1629)
- Paix d'Alès (1629)

Révocation de l'édit de Nantes (1685)
Le siège de Chartres de 1591 intervient dans le cadre de la huitième guerre de Religion. Il est mené par le roi Henri IV contre la ville eurélienne alors partisane de la Ligue et important centre d'approvisionnement de Paris. Le siège, qui dure 68 jours et se déroule du 10 février au 19 avril, se conclut par la victoire des troupes royales et l'entrée de Henri de Navarre dans Chartres.

## Contexte historique
En mai 1588, lors de la crise des Barricades, Henri III se dirige vers le Val de Loire et vient se réfugier à Chartres le 14,. Bien qu'à cette époque une partie de la population chartraine soit sympathisante de la politique de la Ligue, le roi est alors bien accueilli,. Le souverain retourne à Chartres au mois de juillet (le 28) et vient à s'entretenir avec le Duc de Guise, potentiel prétendant au trône de France, arrivé dans la ville eurélienne peu de temps après Henri III,. Lors de ce second séjour de 1588, Henri III aurait peut-être tenté de faire assassiner le duc de Guise. La possible tentative d'assassinat aurait été déjouée par des bourgeois chartrains partisans de la Ligue,,. Repartant de Chartres fin août 1588, et forcé de s'accorder avec les ultra-catholiques, le roi se trouve dans l'obligation d'enjoindre la population de Chartres « à se déclarer ouvertement pour la Ligue »,.
Le 9 février 1589, les ligueurs s'emparent de Chartres, le Duc de Mayenne entre dans la place forte et François-René d'Escoubleau de Sourdis, partisan du roi et jusqu'alors gouverneur de la ville, se voit démis de ses fonctions,. Il est remplacé par Réclainville,. Chartres, comme les autres villes acquises à la Ligue, tombe sous la loi de crime de lèse-majesté édictée par Henri III en avril 1589,. Chartres est soumise à plusieurs attaques et début juin 1589, le faubourg des Épars fait l'objet d'un incendie. Réclainville est à son tour remplacé par Georges Babou de La Bourdaisière en octobre 1590, lequel est appuyé par le duc de Mayenne.
Après l'assassinat de Henri III, en août 1589, puis les batailles survenues en pays chartrain durant l'année 1590, et la fin du siège de Paris, des rumeurs courent sur une attaque imminente de Chartres, alors deuxième ville partisane de la Ligue, « poste avancé » et important centre d'approvisionnement de denrées alimentaires pour la capitale du royaume,,, par les forces royales au début du mois de février 1591,.

## Déroulement

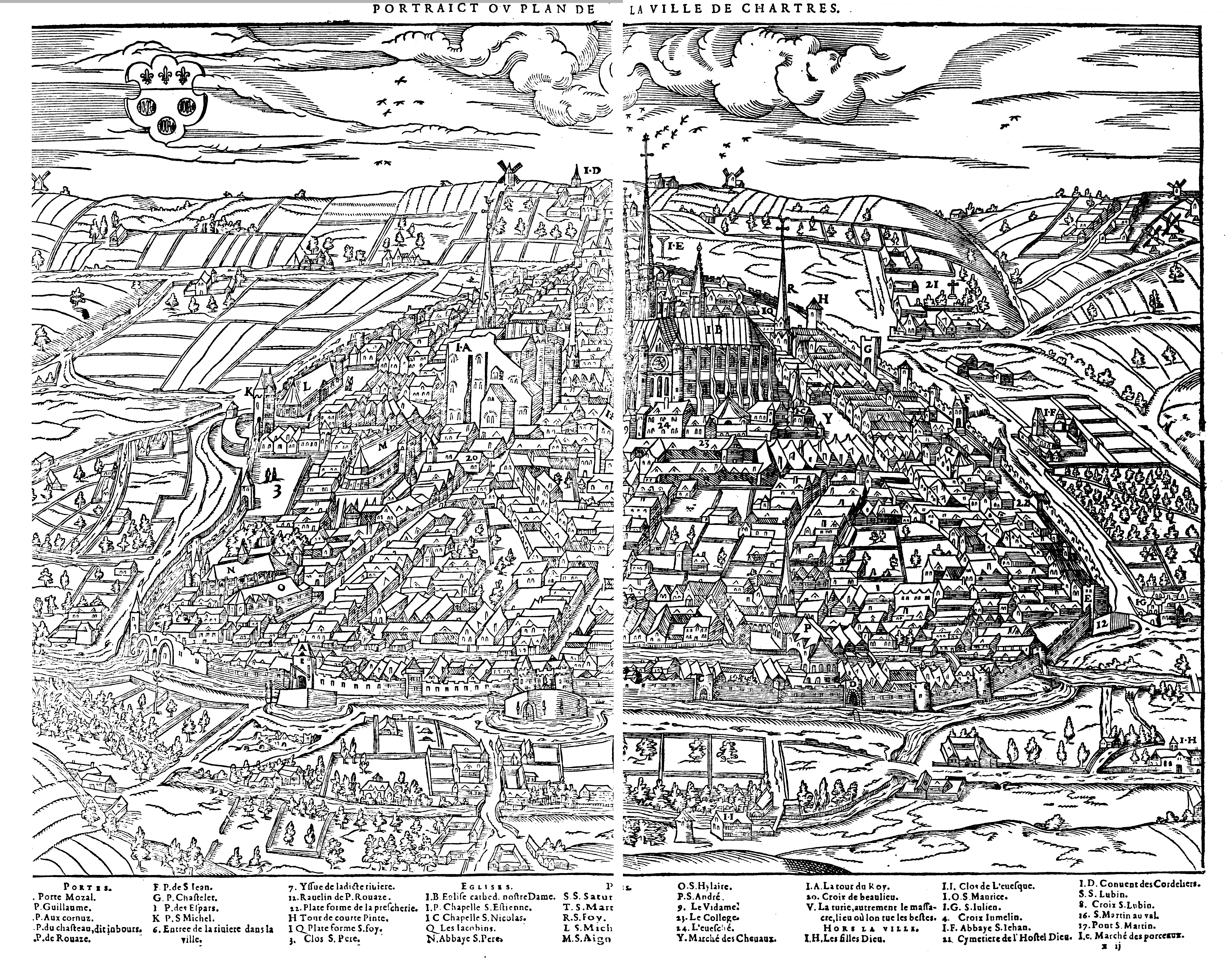
Plan de la ville de Chartres en 1575 par François de Belleforest.

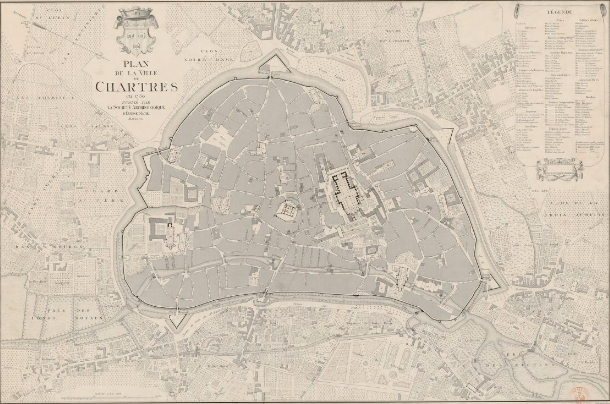
Plan de la ville de Chartres en 1750 par la Société archéologique d'Eure-et-Loir
Porte des Épars, au sud-ouest ; porte de Châtelet, à l'ouest ; porte de Saint-Jean, au nord-ouest ; porte Drouaise, au nord ; porte Guillaume, à l'est ; porte Morard, au sud-ouest ; porte Saint-Michel, au sud.

### Préliminaires
Après la fin du siège de Paris et la journée des Farines, sur ordre d'Henri IV, le maréchal Biron et les troupes royales se détourne de la route vers la capitale pour s'acheminer à travers la Beauce et viennent se poster le 10 février 1591 dans les quartiers extramuros de Chartres, non incendiés,,. Henri IV les rallie le 15, accompagné de 700 à 800 hommes d'armes et fait mettre en place ses batteries — plus d'une vingtaine au total et comprenant 18 canons à très fort calibre et plusieurs couleuvrines.
Face à l'armée d'Henri IV, dont deux régiments d'infanterie sont commandés par d'Escoubleau de Sourdis et qui comprend 300 cavaliers,, la ville oppose un total d'environ 3 500 fantassins appuyés par 300 cavaliers. Les forces chartraines sont formées de 2 compagnies de chevau-légers, 2 compagnies d'arquebusiers à cheval (comptant un total de 140 à 160 cavaliers), une autre compagnie d'arquebusiers à cheval de 80 cavaliers, un régiment d'infanterie et une unité de 60 cuirassiers pour les troupes régulières, ainsi que des six compagnies composant la milice bourgeoise,,. Chaque quartier et porte de ville est placé sous le commandement d'un, de deux ou de trois capitaine(s) désignés par le gouverneur de la ville : de la Bourdaisière, le gouverneur de la Chartres, s'attribue le commandement de la porte Saint-Michel ; de Pescheray et de Longny supervisent la porte des Épars ; de Rochambeau et de Réclainville commandent la porte Châtelet ; de La Pinellière, de La Patrière de Beauce et de La Croix-Cottereau, la porte Drouaise ; de Gramont et d'Intigny, la porte Guillaume ; et Le Grand, des Monts et de Vaux commandent la porte Morard,,.
À l'arrivée d'Henri IV, les soldats royaux érigent une barricade dans le faubourg Saint-Maurice, face au ravelin de la porte Drouaise et, abrités par les tirs d'une batterie — composée de sept pièces d'artillerie dont trois doubles canons — camouflée derrière un îlot d'habitations ruinées, creusent une tranchée dans le marché aux Pourceaux, situé en face de la porte des Épars,,.
Le 16 février, le roi, afin de trouver un accord à l'amiable, dépêche un héraut et un trompette intimer les assiégés de se rendre. En retour, Georges Babou de la Bourdaisière, gouverneur de Chartres nommé par la Ligue et le duc de Mayenne en octobre 1589,, et Suireau, le maire de la ville, déclarent que les chartrains tiendraient pas « tant que le Roi n'abjurerait pas son hérésie ».

### Première phase du siège
La première phase du siège consiste essentiellement en des mises en chantier de sapes et de contre-sapes sur la section d'enceinte comprise entre la porte Drouaise et la porte des Épars.
Le 16, après la sommation lancée par Henri IV, les soldats royaux creusent en vis-à-vis du ravelin de la porte des Épars une tranchée de près de 2 m de profondeur. Ils y pratiquent des mines adjacentes puis couronnent la tranchée au moyen de poutres, de solives et de sacs de terre,.
En réponse, du côté des assiégés, un local casematé, destiné à servir de tête aux contre-mines, est aménagé en dessous du ravelin défendant la porte des Épars. En parallèle, des pièces d'artillerie à gros calibre — dont un canon — installées dans le ravelin des Épars, pilonnent la barricade construite par les assiégeants,. La barricade, endommagée d'une brèche, est délaissée par les soldats royalistes avant d'être entièrement détruite le 17 février.
Les jours suivants, les assiégeants continuent de construire des terrassements face à porte des Épars. Ils pratiquent également une autre tranchée dans le cimetière de l'Hôtel-Dieu et font construire à partir de cette tranchée, abritée par une barricade, une série de galeries se déployant de la porte Châtelet jusqu'à la porte Saint-Jean. Les chartrains, quant à eux, aménagent une plate-forme, entre la porte Châtelet et la tour du Fer-à-Cheval, et sur laquelle de puissantes pièces d'artillerie sont montées, bouches de canon pointées vers la nouvelle barricade des assiégeants,.
Le 21 février, Henri de Navarre, escomptant sur un siège rapide en raison des appuis qu'il détient dans la haute bourgeoisie de Chartres, dépêche une seconde fois un héraut et un trompette enjoindre aux assiégés de capituler. Cette seconde exhortation à la reddition des chartrains ayant échoué, deux autres sommations suivent le 24 et le 26 février sans plus de résultats,.
Durant cette période de tractations avortées, de la Bourdaisière fait appel à plusieurs villes de la Sainte Union — Auneau, Dourdan, Dreux et Orléans — ainsi qu'à plusieurs responsables ligueurs — de Nemours, de Montpensier et de Guise.

### Deuxième phase du siège
La deuxième phase du siège débute le 27 février. Au cours de cette phase, l'église Sainte-Foy est sévèrement endommagée et un boulet perdu provoque l'explosion de l'une des cloches de la cathédrale Notre-Dame. Une batterie composée de sept pièces d'artillerie de l'armée royale pilonnent la section d'enceinte située entre la porte des Épars et la porte du Châtelet,,.
Le 28, des couleuvrines des forces royalistes, montées sur un épaulement fait de gabions, battent le feu sur les remparts de la place forte, tandis que d'autres pièces d'artillerie sont pointées sur la contrescarpe de la porte Saint-Jean.
Dans la nuit du 28 février au 1er mars, les assaillants réorientent leur activité pour se concentrer sur la porte Guillaume.
Les quelques jours suivants, bien que les chartrains offrirent une solide résistance, les troupes royales réussirent à renforcer leur position en déployant les mines jusqu'à la porte des Épars. Arrivé à ce point du siège, Henri de Navarre estime qu'il est « temps de donner l'assaut ».

### Premier assaut et troisième phase du siège
Le 5 mars, les troupes royalistes lancent leur premier assaut sur la porte des Épars,. Dans la matinée, tandis que les batteries royales pilonnent la porte des Épars, provocant la destruction de son couronnement, 35 bataillons d'infanterie se groupent derrière la barricade faisant vis-à-vis avec la porte de ville. La manœuvre des forces royalistes est observé par un officier de garnison chartrain, posté dans le clocher de Notre-Dame. Le gouverneur, alerté par l'officier, envoie le gros des troupes chartraines faire front à la porte des Épars. Dans l'après-midi, après que le signal de l'assaut ait été donné, les assaillants franchissent le ravelin des Épars et alors s'opposent à une résistance soutenue. Les assiégeants sont repoussés dans la nuit du 5 au 6 mars après une lutte serrée livrée par les deux camps,. Lors de cette confrontation, les forces assiégées accusèrent néanmoins la perte d'une soixantaine d'hommes dont 40 soldats de métier, 20 miliciens et un capitaine, de Pescheray. Durant les jours suivants, les chartrains procèdent aux travaux de remise en état des fortifications et au nettoyage des fossés.
Après ce premier assaut, et jusqu'à la fin du mois de mars, les deux camps se livrent à plusieurs escarmouches. Cette phase du siège de 1591 est également ponctuée de plusieurs tentatives de conciliation et de négociation de la part d'Henri IV. Ces tentatives ne trouvent pas d'écho chez les assiégés, en raison de « l'intransigeance des ligueurs » qui ne désiraient pas « se rendre à un hérétique ». Le 11 mars, Henri de Navarre, impatient, réitère son injonction de reddition en se promettant « de faire payer cher aux Chartrains la poudre qu'ils lui faisaient brûler ».
Le 15 mars, les chartrains commémorent la date anniversaire de la fin du siège de 1568 par Condé,. Le même jour, dans la soirée, le capitaine de Gramont, grâce à une contremine, fait incendier la mine des troupes royales se déployant jusqu'à la porte des Épars. La galerie creusée par les assiégeants est détruite mais la contre-sape occasionne également l'effondrement d'une partie du ravelin défendant la porte de ville.
Le 16 mars, les drouaisiens informe les assiégés qu'ils ne peuvent fournir de renforts sans la présence des troupes du duc de Mayenne. Le 21 mars, les chartrains reçoivent des missives d'officiers ligueurs postés à Dreux ; les lettres, qui contiennent « de belles promesses », demeurent sans précision quant à la date de venue des troupes de Mayenne.
Confrontés à cette incertitude, et en raison à une pénurie alimentaire qui commence à se desdiner, le gouverneur et de Gramont multiplient les tractations avec le maréchal Biron et Henri IV en date du 19, le 26 et le 27 mars.
Au 30 mars, de l'aide militaire que les assiégés avaient demandé au duc de Mayenne et à la ville de Dreux, seuls 25 cuirassiers drouaisiens viennent renforcer les forces chartraines et s'introduisent dans la ville fortifiée en passant par la barrière de séparation du ravelin défendant la porte Saint-Michel,.

### Deuxième assaut

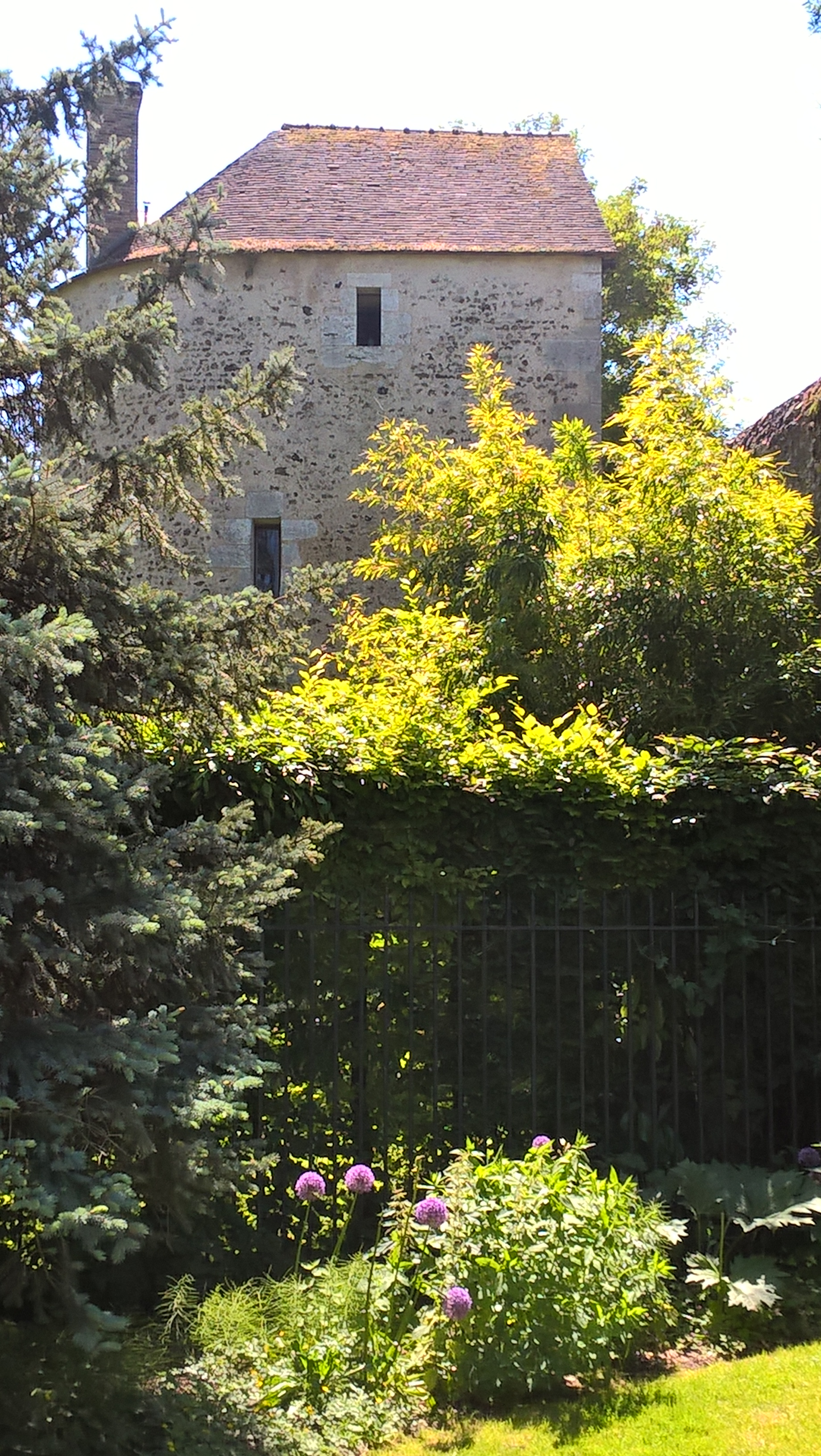
La tour du Massacre, fortification qui résista à l'attaque des troupes royales.

À partir du 31 mars, Henri IV modifie sa tactique. Les pièces d'artillerie sont déplacées et leurs tirs se concentrent sur le mur d'enceinte encadrant la porte Imbout, situé en face du faubourg des Filles-Dieu,.
Le 2 avril, les batteries des assiégeants, composées de 12 ou 13 pièces d'artillerie tirent à une distance de 37 m sur les fortifications chartraines situées entre la porte Imbout et la tour du Massacre, provocant ainsi, sur les coups de midi, une brèche de 78 m de long dans la muraille,. Deux heures plus tard, après avoir maintenu le feu le mur d'enceinte béant, les troupes royales lancent un deuxième assaut au niveau de ce secteur, simultanément à une manœuvre de diversion menée sur la porte des Épars,. Entre-temps, les capitaines des troupes chartraines s'emploient à diriger des travaux de consolidation sur les points faibles de l'enceinte : à l'avant de la muraille, les assiégés érigent un épais retranchement constitué de gabions et de sacs de terre et appuyé par des épaulements à chaque extrémité ; un deuxième dispositif de ce type est construit à l'arrière de la muraille ; un fossé, de six pieds de profondeur, est creusé derrière le deuxième retranchement. La milice bourgeoise chartraine se positionne en première ligne, au niveau du premier retranchement. Les miliciens font face et résistent à six reprises à l'assaut des troupes royales, suscitant ainsi « l'estime des soldats de métier des deux camps »,. Simulanément, les pièces d'artillerie installées sur le cavalier de la tour de la Prêcherie ainsi que les arquebusiers chartrains font feu sur les assiégeants, utilisant au total 1 600 livres de poudre. Lors de cet assaut infructueux, les troupes royales eurent à déplorer la perte d'environ 300 hommes — 14 mestres de cavalerie et 30 capitaines morts ou blessés furent recensés.
Le 4 avril, une trêve de quelques heures est accordée aux forces royales pour ramasser les soldats morts étendus dans le fossé et les talus adjacents.
Un profond désaccord, concernant la défense ou la non défense de la brèche, survient au sein du camp chartrain dans la soirée du 4 avril. De la Bourdaisière y met un terme. Durant la nuit du 4 au 5, les assiégés comblent la brèche avec des gabions, des sacs de terre et du fumier.

### Vers la capitulation
Le 6 avril, Henri IV, ayant eu écho d'un début de rébellion chez les assiégés, charge un émissaire (du Bellay) de trouver un arrangement. Arrivé au ravelin de la porte Saint-Michel, du Bellay, qui déclare être envoyé par le maréchal Biron et le chancelier Philippe Hurault de Cheverny, demande aux assiégés s'ils « voulaient continuer à perdre »,. Le gouverneur de Chartres se charge de négocier avec du Bellay.
Au cours de la nuit du 7 au 8 avril 1591, un pont couvert et roulant sur des tonneaux est installé en travers du fossé à proximité de la tour du Massacre et de la porte Cornu,. La construction de l'ouvrage militaire a été réalisé d'après les plans du capitaine François de Coligny, venu Berry, appelé en renfort par Henri IV et qui « s'obligea de l'emporter en six jours »,,. Dans la matinée du 8, les soldats du roi, ayant pris place sur le pont roulant, démantèlent le comblement de la brèche en dispersant, à l'aide de crochets, les gabions et les sacs de terre dans les eaux du fossé.
Dans la journée du 8 avril, de la Bourdaisière, après consultation du Conseil directeur de Chartres, obtient une série de conditions des assiégés dont celles de pouvoir toujours choisir leur gouverneur, d'interdire l'exercice du culte protestant à Chartres et de bénéficier d'une longue échéance pour pouvoir informer Charles de Mayenne de la situation . Le 9 avril, ayant pris connaissance de ces conditions, le roi, qui « soutenait ses volontés à coups de canon », ordonne de maintenir le feu sur le ravelin défendant la porte des Épars. De son côté, le gouverneur de la Bourdaisière organise le même jour une table de négociations réunissant deux assemblées, l'une laïque et l'autre ecclésiastique, et, malgré une vive opposition des instances religieuses de Chartres, obtient une perspective de capitulation de la ville,.
Le 10 avril, Henri IV fait part de ses propres conditions :  il accepte la pratique de la religion catholique ainsi que la proscription du protestantisme dans la ville de Chartres et accorde un délai de huit jours pour que le duc de Mayenne soit prévenu et qu'il fournisse un renfort de 400 hommes, la reddition des assiégés devenant effective si cette condition n'est pas remplie. Le gouverneur enjoint dès lors aux membres des deux assemblées chartraines de signer les clauses de Henri IV ; seuls les responsables religieux et quelques officiers de garnison, dont Réclainville, n'obtempèrent pas.
Le 11 avril, des représentants de Chartres obtiennent des laissez-passer pour aller contacter le duc de Mayenne. Les renforts promis n'arrivent pas et les munitions des chartrains viennent à manquer.

### Capitulation et entrée d'Henri IV dans Chartres
Dans la matinée du 19 avril, les renforts de Mayenne ne s'étant toujours pas présentés devant Chartres, le maréchal Biron, l'ex-gouverneur de Sourdis et les troupes royalistes investissent la place forte en passant par la porte Saint-Michel. La totalité des portes de ville, ainsi que la brèche ouverte du côté de la porte Imbout et la tour du Massacre, sont occupées et tenues par les assiégeants.
Après s'être déplacé à la cathédrale, le chancelier Philippe Hurault de Cheverny, gouverneur des provinces de l'Orléanais et du pays chartrain,, donne les directives de la réception d'Henri IV à deux chanoines, délégués par Nicolas de Thou, évêque de Chartres depuis 1873, et le chapitre de Notre-Dame.
Après 68 jours de siège, le 20 avril, à 16 h, Henri IV, monté sur son cheval, entre dans la ville par la porte Saint-Michel. La porte de ville franchie, le clergé de Chartres le réceptionne et le conseil municipal lui remet les clés de la ville. Le roi, qui devait être reçu par l'évêque devant la porte royale de Notre-Dame, chemine finalement en direction du palais épiscopal.
Du côté des assiégés, le gouverneur de la Bourdaisière, qui a mené la défense de la ville, est acheminé vers Orléans, de Gramont et ses hommes quittent la place-forte eurélienne prise pour se diriger vers Paris, tandis que des Monts, un officier de garnison, rallie la Normandie. Les chefs ligueurs de la milice bourgeoise, accompagnés de soldats de garnison, fuient, quant à eux, en direction d'Orléans.

## Conséquences et événements ultérieurs

### Soumission de la ville au pouvoir royal
Dès le 21 avril, sur ordre d'Henri IV, une citadelle est érigée autour de la porte et de l'église Saint-Michel,. Les travaux de construction sont promptement réalisés et la citadelle, destinée à abriter une garnison royale, est occupée à partir du mois de septembre suivant,.
La ville fait l'objet d'un désarmement complet, la totalité des armes à feu des chartrains sont confisquées et les forces royales prennent possession de cinq canons remisés dans la cour du palais épiscopal. L'ensemble de l'artillerie chartraine est placée dans la nouvelle citadelle. En outre, les biens des chartrains les plus loyaux à la Ligue font l'objet d'une saisie. Toutefois, Henri de Navarre fait rapidement suspendre cette confiscation.
François d'Esccoubleau de Sourdis occupe à nouveau le poste de gouverneur de la ville, tandis que le lieutenant-général Chouayne remplace Suireau à la tête du conseil de Chartres.

### Réparations et coût du siège
Les dégâts occasionnés par l'artillerie royale sur les fortifications de Chartres sont supérieurs à ceux du siège de 1568, et les travaux de réparation se prolongent jusqu'en 1594.
Les dépenses liées au siège s'élevent à un total de 18 000 écus pour les travaux de remise en état des fortifications ainsi que les soldes des troupes de garnison, et 7 406 écus et 38 sous pour les frais d'artillerie. Les chartrains sont également imposés à hauteur de 36 000 écus en raison de leur opposition à Henri IV.

### Conséquences militaires et politiques
Pour Louis Bonnard, « le siège de 1591 marque la fin du rôle militaire de la ville de Chartres ». En outre, la prise de Chartres a un fort impact sur le ravitaillement de la capitale. Pour André de Moreuil, la longueur du siège de Chartres de 1591 « fit perdre un temps précieux à Henri IV ». Avec Tours, Chartres devient l'une des deux principales places aux mains des royalistes. Après la prise de Chartres, le roi investit les places de Louviers et de Noyon, tandis que le maréchal Biron commence le siège de Rouen.
En 1591 et au cours des quelques années qui suivent, la ville eurélienne tient temporairement la fonction de « capitale » : Chartres devient le siège du conseil royal et de membres de l'Assemblée du clergé non ligueurs,.

### Sacre d'Henri IV à Chartres
Au début du mois d'août 1593, quelques jours après sa conversion à la religion catholique, le roi décide qu'il se fera sacrer dans la cathédrale Notre-Dame de Chartres. Le 2 octobre de la même année, Henri de Navarre se rend à Notre-Dame, à l'occasion d'un Te Deum, puis il est reçu par l'évêque Nicolas De Thou au palais épiscopal,.
Le 27 février 1594, alors que Reims est aux mains des ligueurs, que des regalia conservées à Saint-Denis ont fait l'objet d'une destruction et en raison de la position géographique et du contexte militaire de la ville eurélienne, à présent assujettie au pouvoir royal, mais également du prestige de sa cathédrale, Henri IV est sacré dans l'enceinte de Notre-Dame de Chartres,. Il y fait vœu de « soutenir la religion catholique », ce qui lui donne les clés de Paris quelques semaines après.